# Jacques Charles
Jacques Charles (IPA: [ʒak ʃaʁl]), teljes nevén Jacques Alexandre César Charles, (Franciaország, Beaugency, 1746. november 12.–Párizs, 1823. április 7.) francia matematikus, fizikus, feltaláló.

## Életpálya
Pénzügyminisztériumi tisztviselő. A fizika professzora. 

## Kutatási területei
Az elektromossággal kísérletezett. Találmányai közül kiemelkedik a hidrométer egyik típusa, a tükrös goniométer, továbbfejlesztette a Gravesand-féle heliosztátot és Fahrenheit sűrűség- és nyomásmérőjét. A Robert testvérekkel (Nicolas és Anne-Jean) együtt 1783-ban megépítette az egyik legelső hidrogénléggömböt. Nicolas Roberttel elsőként szállt a magasba hidrogén töltésű léggömbbel.
1787 körül dolgozta ki a gázok hőtágulásával foglalkozó Charles-törvényt.

## Írásai
Közzétett tanulmányai főként matematikai tárgyúak.

## Szakmai sikerek
A Természettudományi Akadémia tagjává választották 1795-ben.